# 沢手米
沢手米（さわてまい）は、江戸時代、輸送中に水に濡れ損じた年貢米である。

## 概要
年貢米を遠国から輸送するのに、多くの場合、海路に依ったが、航海中に海水、雨水やその他によって米俵が濡れることがあった。
このために、年貢米の陸揚げの時、役人が検査して沢手米、腐化米（ふけまい）の有無を調査した。
濡れが甚だしいものは大沢手米といい、その程度が軽いものは小沢手米といった。
沢手米、腐化米のために生じる年貢米の減損を補うために、欠米（かんまい）の制度が設けられた。

### 書籍
『大日本農史』には、
とある。